# Oost-Souburg
Oost-Souburg (Zeeuws: Oôst-Soeburg) is een dorp in de gemeente Vlissingen, in de Nederlandse provincie Zeeland. Het dorp wordt van West-Souburg gescheiden door het Kanaal door Walcheren. De oorspronkelijk West-Souburgse molen De Pere (uit 1725) kwam door het graven van dit kanaal op Oost-Souburgs grondgebied te liggen. Het dorpse karakter van Oost-Souburg is bewaard gebleven, al is de plaats met 10.160 inwoners (2023) in grootte de zevende van Zeeland. In Oost-Souburg is de regionale televisie- en radiozender Omroep Zeeland gevestigd. In de nabijheid van Oost-Souburg ligt het gehucht Groot-Abeele.
Station Vlissingen Souburg ligt aan de westzijde van Oost-Souburg.

## Geschiedenis
Souburg is ontstaan rond de "Karolingenburcht", de Sudburgh of 'Zuidburg'. Deze ringwalburg is in de late negende eeuw opgericht als vluchtplaats voor bewoners uit de omgeving tegen invallen van de Vikingen. Een burg is een omwald terrein en dus iets anders dan een burcht of kasteel. Later, in de tiende eeuw, raakte de burg in onbruik en verliet men de nederzetting. In de twintigste eeuw is de burg bij opgravingen in kaart gebracht en onderzocht. De burg is deels gereconstrueerd en is als rijksmonument geclassificeerd.

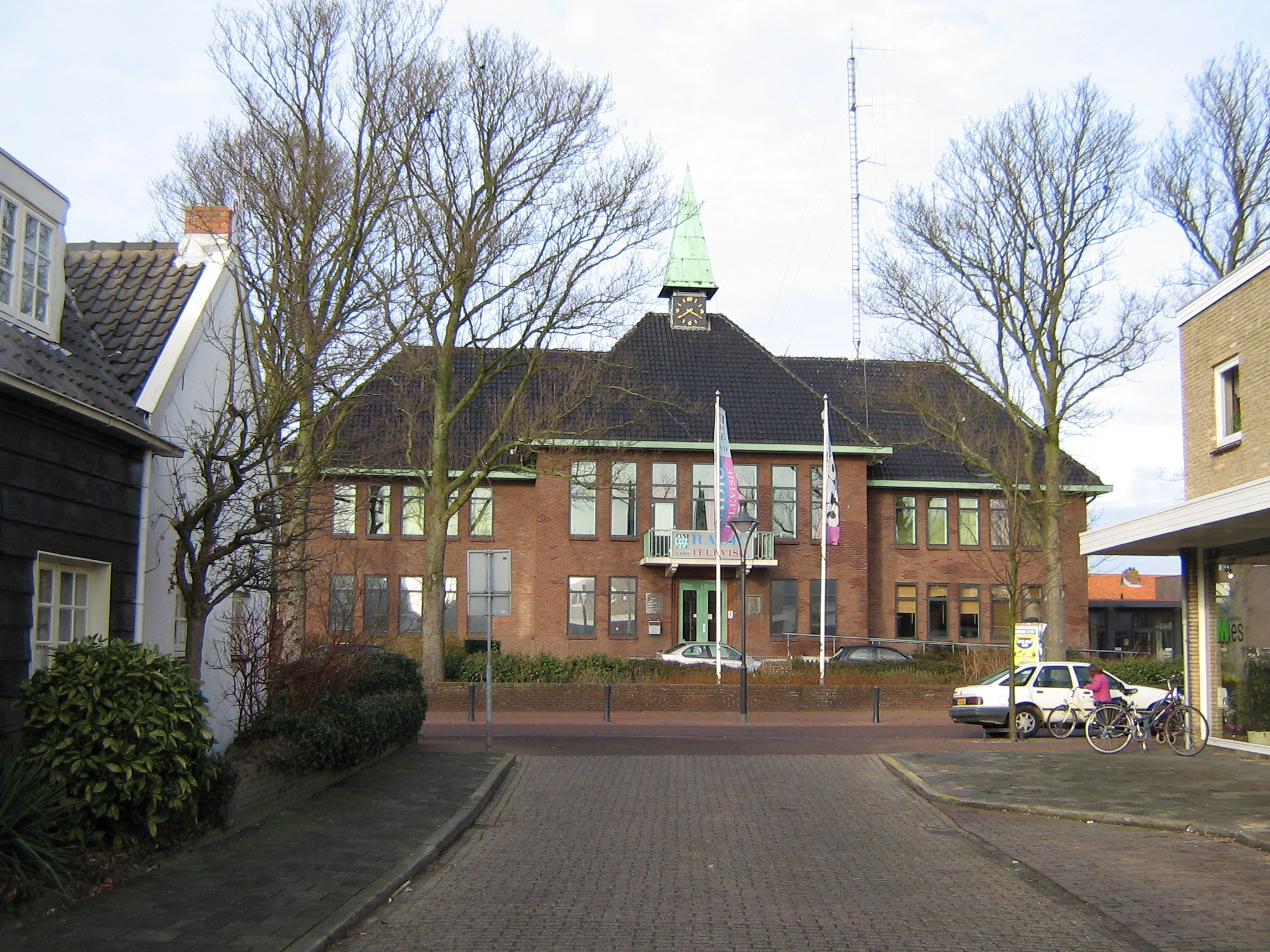
Voormalig gemeentehuis, nu studio Omroep Zeeland

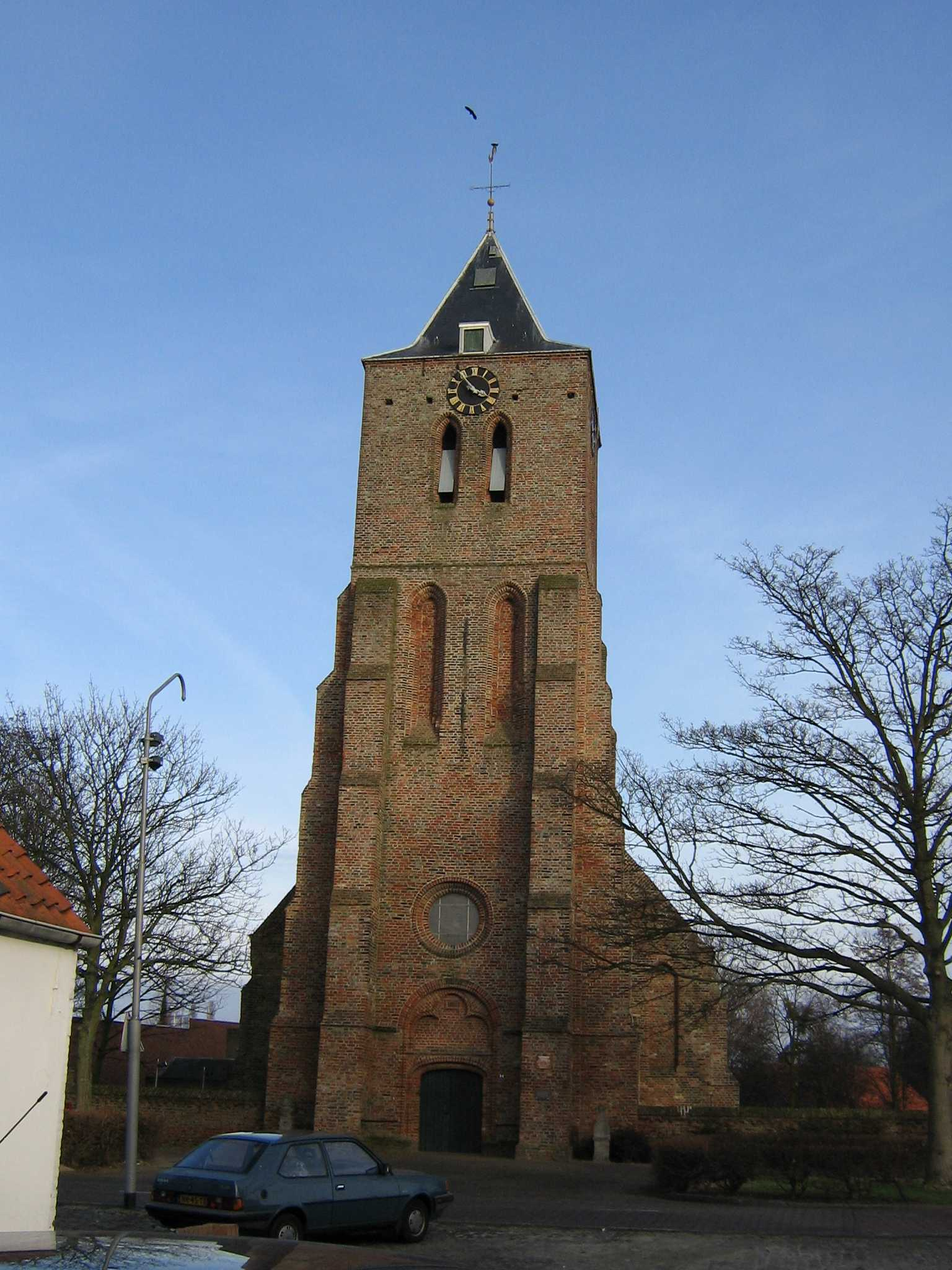
Kerktoren Oost-Souburg

In de vroege elfde eeuw wordt in het latere West-Souburg een parochiekerk opgericht. Eerst in de dertiende eeuw wordt Oost-Souburg opnieuw bebouwd, om in 1250 een eigen parochiekerk te krijgen. Van 1814 tot 1835 was het een onafhankelijke gemeente; in 1835 zou Oost-Souburg met West-Souburg worden samengevoegd tot de gemeente Oost- en West-Souburg. In 1966 werd het grootste deel van de gemeente bij Vlissingen ingelijfd. Noordelijke gedeelten gingen naar Middelburg en Valkenisse. In deze periode zijn er nieuwe wijken gebouwd om aan de groeiende vraag naar woningen in Vlissingen te voldoen.

## Rijksmonumenten
- Lijst van rijksmonumenten in Oost-Souburg

## Buurten in Oost-Souburg
- Kern Oost-Souburg West
- Kern Oost-Souburg Oost
- Zeewijksingel
- Schoonenburg-Groot-Abeele
- Molenweg en omstreken
- Souburg Noord
- Landelijk Gebied Oost-Souburg

## Verenigingen
- K.V. Fortis, korfbalvereniging die in de nationale overgangsklasse gespeeld heeft
- VV RCS, voetbalvereniging
- T.C. Souburg, tennisvereniging die het jaarlijkse Souburg Open organiseert
- B.V. Souburg, basketbalvereniging
- S.K. Souburg, schaakvereniging
- Sportschool Geelhoed, judo-, jiu jitsu- en aikidovereniging
- Chr. Gymnastiekvereniging DIOS
- Muziekvereniging Vlijt en Volharding
- VEGABV, biljartvereniging
- BBVS, bejaarden biljartvereniging
- S.T.E.C., toneel- en cabaretvereniging

## Geboren in Oost-Souburg
- Jacobus Cornelis Gaal (5 september 1796 – Kampen, 20 december 1866), Nederlands schilder en graveur
- Pieter Louwerse (23 januari 1840 – Den Haag, 20 augustus 1908), dichter en schrijver
- Pieter Puijpe (13 september 1874 – Apeldoorn, 31 oktober 1942), beeldhouwer en houtsnijder
- Piet de Visser (23 september 1934, buurtschap Groot-Abeele), voetbaltrainer en -scout
- Chris Spijkerboer (26 januari 1935 – Breda, 1 oktober 2011), Nederlands burgemeester (stad?)
- Danny Blind (1 augustus 1961), voormalig profvoetballer, trainer en bondscoach van het Nederlands elftal
- Lex Bohlmeijer (2 mei 1959), Nederlands radio- en televisiepresentator
- Peter de Jonge (23 augustus 1951), oud-hoofdredacteur Algemeen Dagblad
- Dennis de Nooijer (4 april 1969), voormalig profvoetballer en huidig trainer
- Gérard de Nooijer (4 april 1969), voormalig profvoetballer en huidig trainer
- Bradley de Nooijer (7 november 1997), profvoetballer en zoon van vader Dennis de Nooijer
- Renzo Roemeratoe (26 november 1994), voormalig profvoetballer bij Sparta Rotterdam
- Godfried Roemeratoe (19 augustus 1999), Nederlands profvoetballer en international van Curaçao

## Boeken
- Jan Louws, Souburg in vroeger tijden 1925-1965, deel 2, Uitgeverij Deboekant, Oostvoorne. ISBN 90-5534-077-4
- De Veldnamen van Arnemuiden/Kleverskerke, Grijpskerke, Middelburg, Oost- en West-Souburg, Sint Laurens, Heemkundige Kring Walcheren, 1997. ISBN 90-803509-2-3, 978-90-803509-2-2
- Kadastrale Atlas van Zeeland 1832, deel 2, Vlissingen/West-Souburg/Oost-Souburg/Ritthem. Serie Walcheren, Stichting Kadastrale Atlas Zeeland, 1997. ISBN 90-72210-10-7
- Frans Zuurveen, Een Vaste Burcht, kroniek van een kerk, Stichting Vrienden Historische Kerk Souburg, 2008. ISBN 978-90-902337-8-9

## Maatschappelijk
Het dorpsplatform Oost-Souburg stelt zich tot doel de maatschappelijke, economische en fysieke ontwikkelingen in het dorp te signaleren, te bevorderen en verbeteringen daarvoor aan te dragen.
Stad: Vlissingen

Dorpen: Oost-Souburg · Ritthem · West-Souburg

Buurtschap: Groot-Abeele

Wijken: Bloemenbuurt · Groot-Lammerenburg · Lammerenburg · Nieuw-Bonedijke · Scheldekwartier · Vlissingen-Oost · Vlissingen-Stadshaven · Westerzicht

Zeeland: Steden en dorpen in Zeeland      Nederland: Provincies · Gemeenten